# Мігель Монтуорі
Мігель Анхель Монтуорі (ісп. Miguel Angel Montuori, 24 вересня 1932, Росаріо — 4 червня 1998, Флоренція) — аргентинський та італійський футболіст, що грав на позиції нападника за клуби «Універсідад Католіка» та «Фіорентина», а також за національну збірну Італії.

## Клубна кар'єра
Починав займатися футболом на батьківщині у структурі клубу «Расінга» (Авельянеда). Пробитися до його головної команди не зумів, тож погодився перебратися до Чилі, куди отримав запрошення від команди «Універсідад Католіка». Провів у ній два сезони, взявши участь у 26 матчах чемпіонату, демонструючи надзвичайно високу результативність, забиваючи чи не в кожній грі місцевої першості.
1955 року забивний нападник перебрався до Італії на запрошення керівництва «Фіорентини», за яку відіграв наступні шість сезонів. Був основним гравцем атакувальної ланки команди і одним з її найкращих голеодорів, відзначаючись забитим голом майже у кожній другій грі чемпіонату. У сезоні 1955/56 виборов титул чемпіона Італії, а 1961 року ставав володарем Кубка Італії і Кубка Кубків УЄФА. Завершив професійну кар'єру виступами за команду «Фіорентини» у 1961 році.

## Виступи за збірну
Маючи серед предків вихідців з Італії, після переїзду до цієї країни отримав її громадянство і 1956 року дебютував в офіційних матчах у складі національної збірної Італії. Став першим темношкірим гравцем в історії команди.
Загалом протягом кар'єри у національній команді, яка тривала п'ять років, провів у її формі 12 матчів, включаючи п'ять ігор на Кубок Центральної Європи 1955—1960, і забив 2 голи. У двох останніх іграх за національну команду Італії був її капітаном, ставши таким чином єдиним оріундо, що носив капітанську пов'язку в італійській збірній.
Помер 4 червня 1998 року на 66-му році життя у місті Флоренція.

## Статистика виступів

### Статистика клубних виступів в Італії
| Сезон             | Команда           | Чемпіонат         | Чемпіонат | Чемпіонат | Національний кубок | Національний кубок | Національний кубок | Континентальні кубки | Континентальні кубки | Континентальні кубки | Інші змагання | Інші змагання | Інші змагання | Усього | Усього |
| Сезон             | Команда           | Ліга              | Ігор      | Голів     | Ліга               | Ігор               | Голів              | Ліга                 | Ігор                 | Голів                | Ліга          | Ігор          | Голів         | Ігор   | Голів  |
| ----------------- | ----------------- | ----------------- | --------- | --------- | ------------------ | ------------------ | ------------------ | -------------------- | -------------------- | -------------------- | ------------- | ------------- | ------------- | ------ | ------ |
| 1955–56           | «Фіорентина»      | A                 | 32        | 13        | -                  | -                  | -                  | -                    | -                    | -                    | -             | -             | -             | 32     | 13     |
| 1956–57           | «Фіорентина»      | A                 | 30        | 14        | -                  | -                  | -                  | КЧ                   | 7                    | 1                    | -             | -             | -             | 37     | 15     |
| 1957–58           | «Фіорентина»      | A                 | 30        | 12        | КІ                 | 9                  | 4                  | -                    | -                    | -                    | -             | -             | -             | 39     | 16     |
| 1958–59           | «Фіорентина»      | A                 | 27        | 22        | КІ                 | 0                  | 0                  | -                    | -                    | -                    | -             | -             | -             | 27     | 22     |
| 1959–60           | «Фіорентина»      | A                 | 27        | 9         | КІ                 | 4                  | 2                  | -                    | -                    | -                    | КМ            | 2             | 0             | 33     | 11     |
| 1960–61           | «Фіорентина»      | A                 | 16        | 2         | КІ                 | 0                  | 0                  | -                    | -                    | -                    | -             | -             | -             | 16     | 2      |
| Усього за кар'єру | Усього за кар'єру | Усього за кар'єру | 162       | 72        |                    | 13                 | 6                  |                      | 7                    | 1                    |               | 2             | 0             | 184    | 79     |

### Статистика виступів за збірну
| Дата       | Місто          | Господарі         | Результат | Гості      | Турнір                             | Голи | Примітки |
| ---------- | -------------- | ----------------- | --------- | ---------- | ---------------------------------- | ---- | -------- |
| 15-2-1956  | Болонья        | Італія            | 2 – 0     | Франція    | товариський матч                   | -    |          |
| 25-4-1956  | Мілан          | Італія            | 3 – 0     | Бразилія   | товариський матч                   | -    |          |
| 1-7-1956   | Ріо-де-Жанейро | Бразилія          | 2 – 0     | Італія     | товариський матч                   | -    |          |
| 11-11-1956 | Берн           | Швейцарія         | 1 – 1     | Італія     | Кубок Центральної Європи 1955—1960 | -    |          |
| 9-12-1956  | Генуя          | Італія            | 2 – 1     | Австрія    | Кубок Центральної Європи 1955—1960 | -    |          |
| 12-5-1957  | Загреб         | Югославія         | 6 – 1     | Італія     | Кубок Центральної Європи 1955—1960 | -    |          |
| 4-12-1957  | Белфаст        | Північна Ірландія | 2 – 2     | Італія     | товариський матч                   | 1    |          |
| 22-12-1957 | Мілан          | Італія            | 3 – 0     | Португалія | Відбір до ЧС 1958                  | -    |          |
| 15-1-1958  | Белфаст        | Північна Ірландія | 2 – 1     | Італія     | Відбір до ЧС 1958                  | -    |          |
| 23-3-1958  | Відень         | Австрія           | 3 – 2     | Італія     | Кубок Центральної Європи 1955—1960 | -    |          |
| 28-2-1959  | Рим            | Італія            | 1 – 1     | Іспанія    | товариський матч                   | -    | кап.     |
| 6-1-1960   | Неаполь        | Італія            | 3 – 0     | Швейцарія  | Кубок Центральної Європи 1955—1960 | 1    | кап.     |
| Усього     |                | Матчів            | 12        |            | Голів                              | 2    |          |

## Титули і досягнення
- Чемпіон Чилі (1):

«Універсідад Католіка»: 1954
- Чемпіон Італії (1):

«Фіорентина»: 1955-1956
- Володар Кубка Італії (1):

«Фіорентина»: 1960-1961
- Володар Кубка Кубків УЄФА (1):

«Фіорентина»: 1960-1961